# يسري بلقروي
يسري بلقروي (مواليد 2 يونيو 1992) هو مُقاتل كيك بوكسينغ تونسي هولندي.

## وصلات خارجية
لم يتم العثور على روابط لمواقع التواصل الاجتماعي.

- يسري بلقروي على موقع بوكس ريك (الإنجليزية) (registration required)
- يسري بلقروي على موقع شيردوغ (الإنجليزية)
- يسري بلقروي على موقع Tapology.com (الإنجليزية)